# 天池水怪
天池水怪，是傳聞裡中国长白山天池内存在的湖怪，多年来目击者不断。

## 历史
长白山天池有怪兽，在《奉天通志》、《抚松县志》和《長白山江岡志略》中早有记载。天池钓叟1908年写的《長白山江岡志略》中，对天池怪兽描写得相当详细。天池钓叟是刘建封的雅号。刘是清末东三省总督徐世昌、锡良等属下的奉天候补知县。光绪34年，任奉吉勘界委员，亲历长白山认真踏查，勒铭天池，修天女庙，著述《長白山江岡志略》。宣统元年（1909年）任安图县知县。
- 《長白山江岡志略》中记载：

天池在长白山巅为中心点，群峰环抱，离地高约二十余里，故名天池……池形如莲叶初出水状，三面壅注不流，惟北偏东一隅，水溢流如线，为乘槎河，实松花江之正源。……
土人云，池水平日不见涨落，每至七日一潮，意其与海水相呼吸，故又名海眼。
又云，池水清浅处，可以行人。数年前，有猎夫自碧螺山下，渡至补天石旁，其中有热如汤泉，冷如冰海之处。五步外即深不可测。以足试之，滑腻异常，故又名温凉泊。

又云，十数年前，有猎者四人至钓鳌台，见芝盘峰下，自池中有物出水，金黄色，首大如盎，方顶有角，长颈多须，低头摇动如吸水状。众惧登坡，至半，忽闻轰隆一声，回顾不见，均以为龙，故又名龙潭。
此外，在《長白山江岡志略》中，还有一段部分学者所谓“宇宙来客”的故事。这段记载也收录到了长白县设治委员张风台编纂的《长白汇征录》中。现录部分文字记录如下：
行路人徐永顺云，光绪二十九年五月，其弟复顺随至让、俞福等六人，到长白山狩鹿，追至天池“适来一物，大如水牛，吼声震耳，状欲扑人，众皆惧，相对失色，束手无策。俞急取枪击放，机停火灭。物目耽耽，势将噬俞。复顺腰携六轮小枪，暗取放之。中物腹，咆哮长鸣，伏于池中。半鐘餘，雹落如雨，大者寸许，六人各避石下，俞与复顺头颅血出，用湿衣裹之，池内重雾如前，毫无所见。
除了《長白山江岡志略》之外，《奉天通志》亦转抄了“有猎者四人，至天池钓鳌台，见芝盘峰下，白池中有物出水，金黄色，首大如盎，方顶有角，长顶多须，低头摇动如吸水状。众惧，登坡至半，忽闻轰隆一声，四顾不见，均以为龙，故又名龙潭。”这段记载。
- 《安图县志》记载：在县城正面二道白河口子，距城五十里松花江之源流边，水势汹涌，波涛怪恶。据土人王国玉云，于清光绪二十八年夏四月散步江边，忽见江中有一巨物，大如水牛而生独角，遂以枪击之，倏即不见。

## 现代目击
据统计，天池水怪自1962年至1980年有几十人分五次目睹过，对“水怪”的描述归纳起来为：头比牛头还大，嘴突，颈长（1米左右，颈的基部有白色带环），体硕（3米以上）。

## 相关研究

### 水怪的食物来源
史料记载天池水“冬无冰，夏无萍”，夏无萍是真，冬无冰却不尽然，冬季冰层一般厚1.2米，且结冰期长达六七个月。不过，天池内还有温泉多处，形成几条温泉带，长150米，宽30-40米，水温常保持在42摄氏度，隆冬时节热气腾腾，冰消雪融，故有人又将天池叫温凉泊。由于这样的生存条件，天池少有鱼类栖息。

## 解释
目前，关于水怪的假说各式各样，包括：大雁说、水獭说、蛾子或幻觉说、小船说、宇宙来客说等等。此外，还有朝鲜专家称所谓水怪是朝鲜放养的鳟鱼。据旅日朝鲜人总联合会机关报《朝鲜新报》网络版2007年11月14日报道，时年77岁的金理泰在接受该报记者采访时说，1960年7月30日，他曾直接参与在天池放养鳟鱼的工作。当时放养了9条鳟鱼和16条鲫鱼。其后，朝鲜科研人员曾多次放养鳟鱼、鲫鱼和柳条鱼等。金理泰说，一般说来，由火山活动形成的湖泊是不存在鱼类的。但是，朝鲜科研人员首次在天池进行了“鱼类移植”的研究工作，并且证明在天池是可以“移植鱼类”的。这名专家说，被“人工移植”的鱼类在孤立的生态环境下依靠狂风吹来的昆虫和其他生物生活，逐步适应并发生变异，形成新的品种。因此，当年放养的鳟鱼现在应该称为“天池鳟鱼”。金理泰说，2000年朝鲜科研人员曾试验性地测定了经过几代繁殖的“天池鳟鱼”，结果是“天池鳟鱼”体长85厘米，重量为7.7公斤。他说，对于天池深处的鳟鱼，朝鲜科研人员还没有进行过测定，估计存在着更大的“天池鳟鱼”。因此，中国摄影师拍摄到的天池“怪兽”，很可能就是“天池鳟鱼”。